# Liceum Ogólnokształcące im. Stanisława Wyspiańskiego w Bieczu
Liceum Ogólnokształcące im. Stanisława Wyspiańskiego w Bieczu – szkoła ponadpodstawowa powstała w 1945 w Bieczu.

## Historia
Pod koniec II wojny światowej, 6 lutego 1945, przedstawiciele społeczeństwa bieckiego rozpoczęli starania o zezwolenie na założenie gimnazjum w mieście. Pomimo protestu Gorlic utworzono w Bieczu filię Liceum im. Stanisława Leszczyńskiego w Jaśle. Decyzję o jej utworzeniu wydano 5 marca 1945.
Nauczyciele prowadzący podczas wojny tajne nauczanie stanowili kadrę nauczycielską. Na budynek szkolny władze miasta przekazały budynek bożnicy. Po pracach remontowych 8 marca 1945 odbyły się egzaminy wstępne – przyjęto 282 uczniów. Zorganizowano cztery oddziały klasy I i po jednym oddziale klas II, III oraz IV. Po dodatkowych egzaminach liczba uczniów wzrosła do 324. Uroczyste rozpoczęcie roku szkolnego odbyło się 19 marca 1945, a naukę rozpoczęto 23 marca. Pierwszy rok szkolny zakończył się 29 lipca 1945.
Zarządzeniem Ministra Oświaty z dnia 26 lipca 1947 utworzono Państwowe Gimnazjum i Liceum Ogólnokształcące im. Stanisława Leszczyńskiego w Bieczu. Placówkę oficjalnie otwarto 3 września, a na budynek szkolny przekazano gród starościński. Nauka odbywała się wtedy na zasadach systemu szkolnictwa sprzed II wojny. Z dniem 1 września 1948 Gimnazjum i Liceum przekształcono w Państwową Szkołę Ogólnokształcącą Stopnia Licealnego w Bieczu.
W 1960 oddano do użytku nowy budynek liceum, mieszczący się przy ulicy Tysiąclecia. Budynek ten rozbudowano w 1969, konstrukcja jest typową tysiąclatką.
17 stycznia 1981 odbyła się uroczystość nadania szkole imienia Stanisława Wyspiańskiego wraz z odsłonięciem pamiątkowej tablicy przy wejściu. Oddano także do użytku budynek internatu.
W czerwcu 1985 dokonano odsłonięcia popiersia patrona szkoły. Bieckie liceum zostało również włączone w sieć Szkół Stowarzyszonych UNESCO, dzięki czemu od 1991 organizowane są Obozy Językowe UNESCO.

## Dyrektorzy Gimnazjum i Liceum w Bieczu
- Wawrzyniec Mazur – 1945
- Stanisław Dworski – 1945
- Zofia Popkowska – 1945
- Wawrzyniec Mazur – 1945–1950
- Marian Chrostowski – 1950–1954
- Jan Urbaś – 1954–1964
- Józefa Mostrańska – 1964–1972
- Stanisław Dąbrowski – 1972–1990
- Marek Siarkowicz – 1990–2006
- Tomasz Dykas – 2006–2017
- Józef Kasprzak – 2017–2020
- Aleksander Jasiński – od 2021

## Absolwenci
- Barbara Bartuś – posłanka do Sejmu RP
- Roman Kaleta – profesor, historyk literatury
- Czesław Sterkowicz – historyk, nauczyciel, dyrektor IV LO w Tarnowie (w Mościcach), poseł do Sejmu RP[2]
- Tadeusz Ślawski – historyk
- Stanisław Zając – prawnik, polityk
- ks. kan. Tadeusz Strugała – duchowny
- Zygmunt Pater – inżynier
- Piotr Dardziński – politolog